# 마시모 마카로네
마시모 마카로네(이탈리아어: Massimo Maccarone, 1979년 9월 6일, 이탈리아 갈리아테 ~ )는 이탈리아의 전 축구 선수이다.